# Desmolaimus zeelandicus
Desmolaimus zeelandicus är en rundmaskart som beskrevs av De Man 1880. Desmolaimus zeelandicus ingår i släktet Desmolaimus och familjen Linhomoeidae. Arten är reproducerande i Sverige. Inga underarter finns listade i Catalogue of Life.